# Cendro
Cendro es una localidad española del municipio de Telde, perteneciente a la provincia de Las Palmas, en la comunidad autónoma de Canarias.

## Historia
Hacia mediados del siglo XIX, el lugar era referido como un pago ya perteneciente a Telde. Aparece descrito en el sexto volumen del Diccionario geográfico-estadístico-histórico de España y sus posesiones de Ultramar de Pascual Madoz con las siguientes palabras:

CENDRO: pago en la prov. de Canarias, isla de Gran Canaria, part. jud. de las Palmas, térm. jurisd. de Felde: sit. al N. de la matriz en lo pendiente de una loma y separado de ella por un barranco. Tiene 120 entre casas y cuevas; una fuente pequeña de agua dulce y buena, en lo mas alto de la mencionada loma, propia de uno de los vecinos, y dos ó tres fáb., en las cuales se elabora la pita para emplearla luego en sogas y otros aperos de labranza.
(Madoz, 1847, p. 307)

En 2022, la entidad singular de población tenía empadronados 95 habitantes y el núcleo de población, los mismos.